# Мравина, Евгения Константиновна
Евге́ния Константиновна Мра́вина (настоящая фамилия — Мравинская; 4 [16] февраля 1864, Санкт-Петербург, Российская империя — 12 [25] октября 1914, Ялта, Российская империя) — русская оперная певица (лирико-колоратурное сопрано), солистка Мариинского театра. Тётка дирижёра Евгения Мравинского. Единоутробная сестра Александры Коллонтай.

## Биография

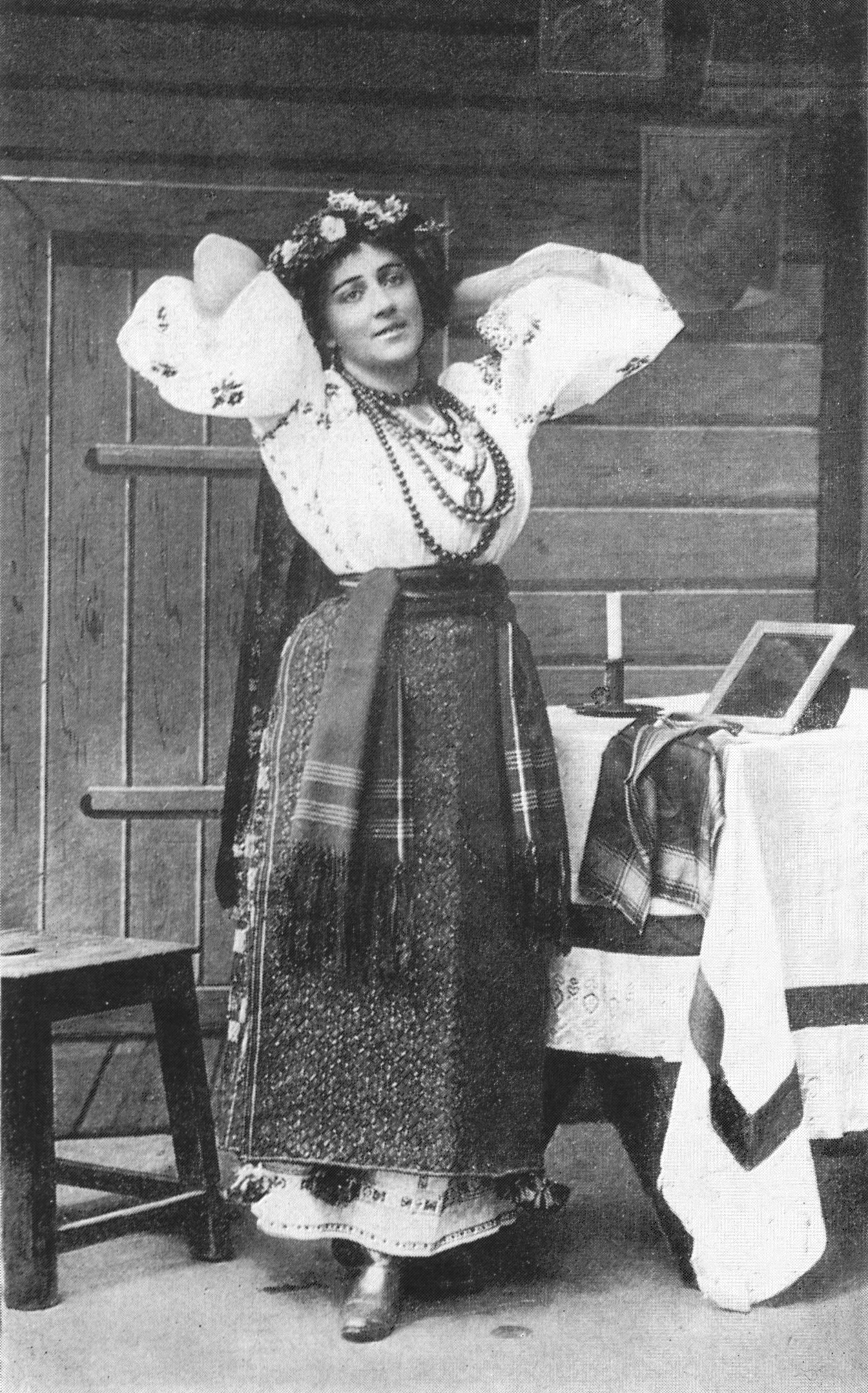
В роли Оксаны в опере Римского-Корсакова «Ночь перед Рождеством»

Первоначально брала уроки у Ипполита Прянишникова, в дальнейшем повышала мастерство в Италии, Германии и Франции у Дезире Арто, А. Бакса, Матильды Маркези.
Дебютировала в 1885 году в Италии в партии Джильды («Риголетто» Верди). В 1886-1900 годах — в труппе Мариинского театра. Затем выступала как концертная певица.
Тяжело заболев во время гастролей, она в 1903 году приехала в Ялту и поселилась в гостинице «Россия». Вошла в круг передовой интеллигенции города. А. А. Спендиаров посвятил Мравиной романс «К луне» (стихи Перси Шелли, 1906). 
Осенью 1904 года Евгения Константиновна дала два концерта в зале Ялтинской мужской гимназии в пользу нуждающихся больных и на постройку здания пансионата «Яузлар», участвовала в дне «Белой ромашки» в пользу туберкулезных больных, написала свои воспоминания для издаваемого ялтинским попечительством о приезжих больных «Сборника», доходы с которого шли в фонд помощи больным.
12 (25) октября 1914 года Е. К. Мравина скончалась от паралича сердца. Похоронена на Поликуровском кладбище в Ялте. С 1979 года на могиле её стоит надгробие из белого мраморовидного известняка.

## Творчество
Первая исполнительница партии Оксаны в опере Римского-Корсакова «Ночь перед Рождеством» (1895).
Всего в репертуаре Мравиной было более 30 оперных партий.

## Семья
Была замужем за Людвигом Корибут-Дашкевичем, который, по утверждению Валентина Пикуля, был изгнан из гвардии за женитьбу. Взяла фамилию мужа.

В круг юношеского общения Александры Домонтович входил её троюродный брат Игорь Северянин. В автобиографической поэме «Роса оранжевого часа» поэт вспоминал:
Наш дом знакомых полон стай:

И математик Верещагин,

И Мравина, и Коллонтай.

## В воспоминаниях современников
Особенно же была любима Мравина вот за что. Рассказывали, что наследник престола Николай Александрович страдал некоторым тайным пороком, и врачи предписали ему сближение с женщиною. Батюшка его Александр III предложил ему выбрать из оперы и балета ту, которая ему понравится. Цесаревич выбрал Мравину. О высокой этой чести сообщили Мравиной, а она решительнейшим образом ответила: «Ни за что!» Тогда цесаревич взял себе в наложницы танцовщицу Кшесинскую, молоденькую сестру известной балерины Кшесинской. Нужно знать, как почетно и выгодно было для артистки быть любовницей царя или цесаревича, за какую великую честь считали это даже родовитейшие фрейлины-княжны, чтобы оценить это проявление элементарного женского достоинства у Мравиной. При каждом появлении её на сцене мы бешено хлопали ей, я с восторгом вглядывался в её милое, чистое лицо и хохотал в душе, представляя себе натянутый нос цесаревича, принужденного убедиться, что и ему не все в мире доступно.
— В. Вересаев. Воспоминания (В студенческие годы) .